# Synagoge (Kokava nad Rimavicou)

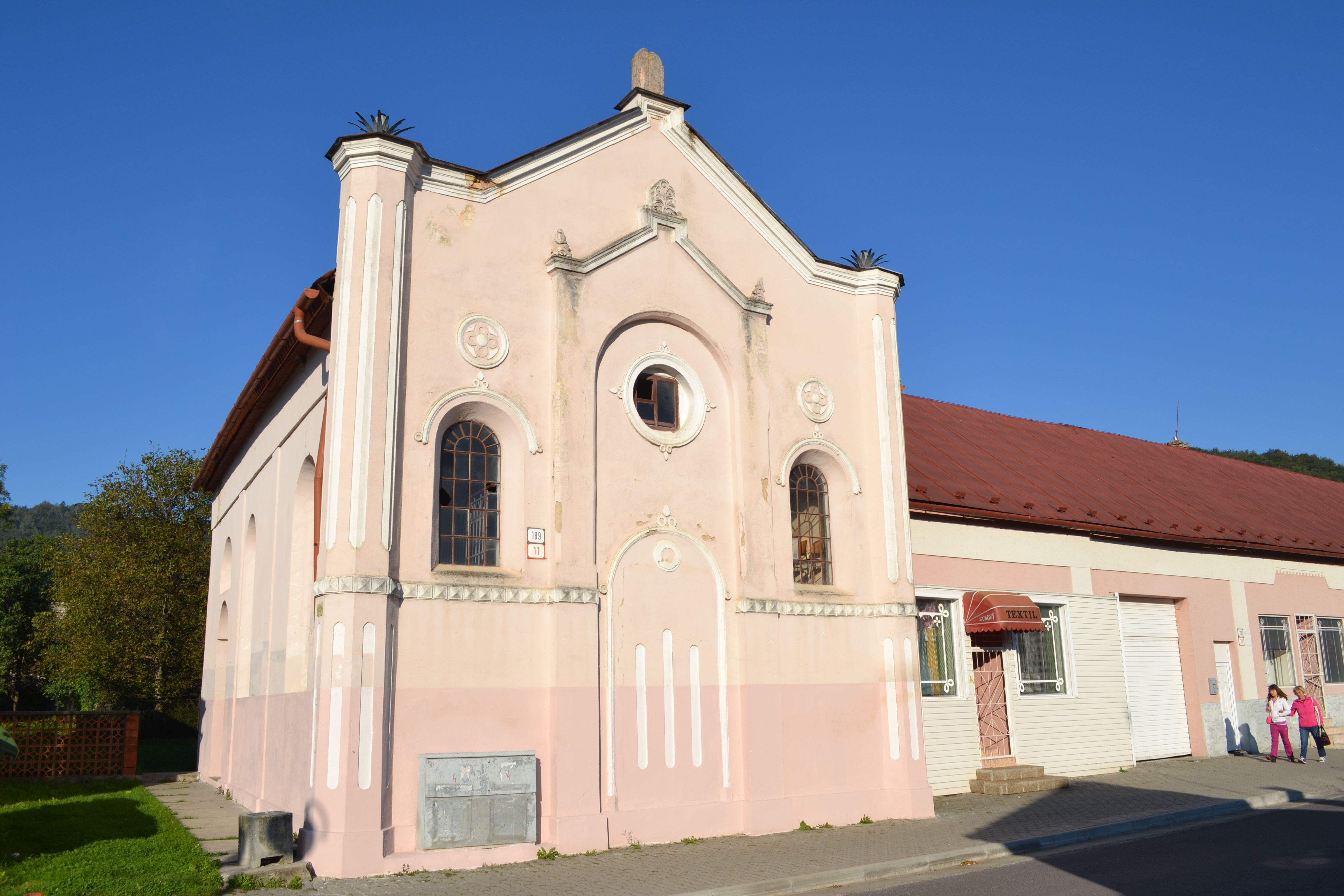
Synagoge 2014

Die Synagoge in Kokava nad Rimavicou in der mittleren Slowakei wurde 1900 gebaut und heute für Ausstellungen genutzt.
Die Ostseite der Synagoge weist zur Straße hin. Die Stelle, an der sich innen der Toraschrein befand, ist außen stilistisch hervorgehoben. Diese wird von zwei Rundbogenfenstern in halber Höhe flankiert; in der Mitte befindet sich weiter oben noch ein Okulus.
An der Südseite, wo sich auch der Eingang befindet, sind zwei weitere Rundbogenfenster, sowie die Eingangstür, ebenfalls im Rundbogenstil.
Im Inneren wurden die ursprünglichen Wandornamente 1987 restauriert. Die Frauenempore verläuft an drei Seiten. Dabei wird sie nicht, wie in den meisten anderen Synagogen, von gusseisernen Säulen gestützt, sondern durch metallene Träger in den Wänden gehalten.